# Seven Seas
Seven Seas är den svenska rockgruppen The Poodles första singel från deras andra album, Sweet Trade, och släpptes år 2007, samma år som albumet. Skådespelaren Peter Stormare medverkar i denna låt.
I låtens musikvideo framträder The Poodles ombord på ett havsgående segelfartyg i ett stormigt hav. Peter Stormare medverkar i videon klädd som en skäggig sjökapten med ögonlapp och bidrar även med inledande sång jämte The Poodles sångare.

## Låtlista
1. Seven Seas (med Peter Stormare)
2. Seven Seas (singback)